# Cambiago
Cambiago ist eine Gemeinde mit 7210 Einwohnern (Stand 31. Dezember 2023) in der Metropolitanstadt Mailand, Region Lombardei. 
Die Nachbarorte von Cambiago sind Basiano, Cavenago di Brianza, Agrate Brianza, Masate, Caponago, Gessate und Pessano con Bornago.

## Bevölkerungsentwicklung
Cambiago zählt 2328 Privathaushalte. Zwischen 1991 und 2001 stieg die Einwohnerzahl von 3821 auf 4852. Dies entspricht einem prozentualen Zuwachs von 27,0 %.